# Emi Kussi

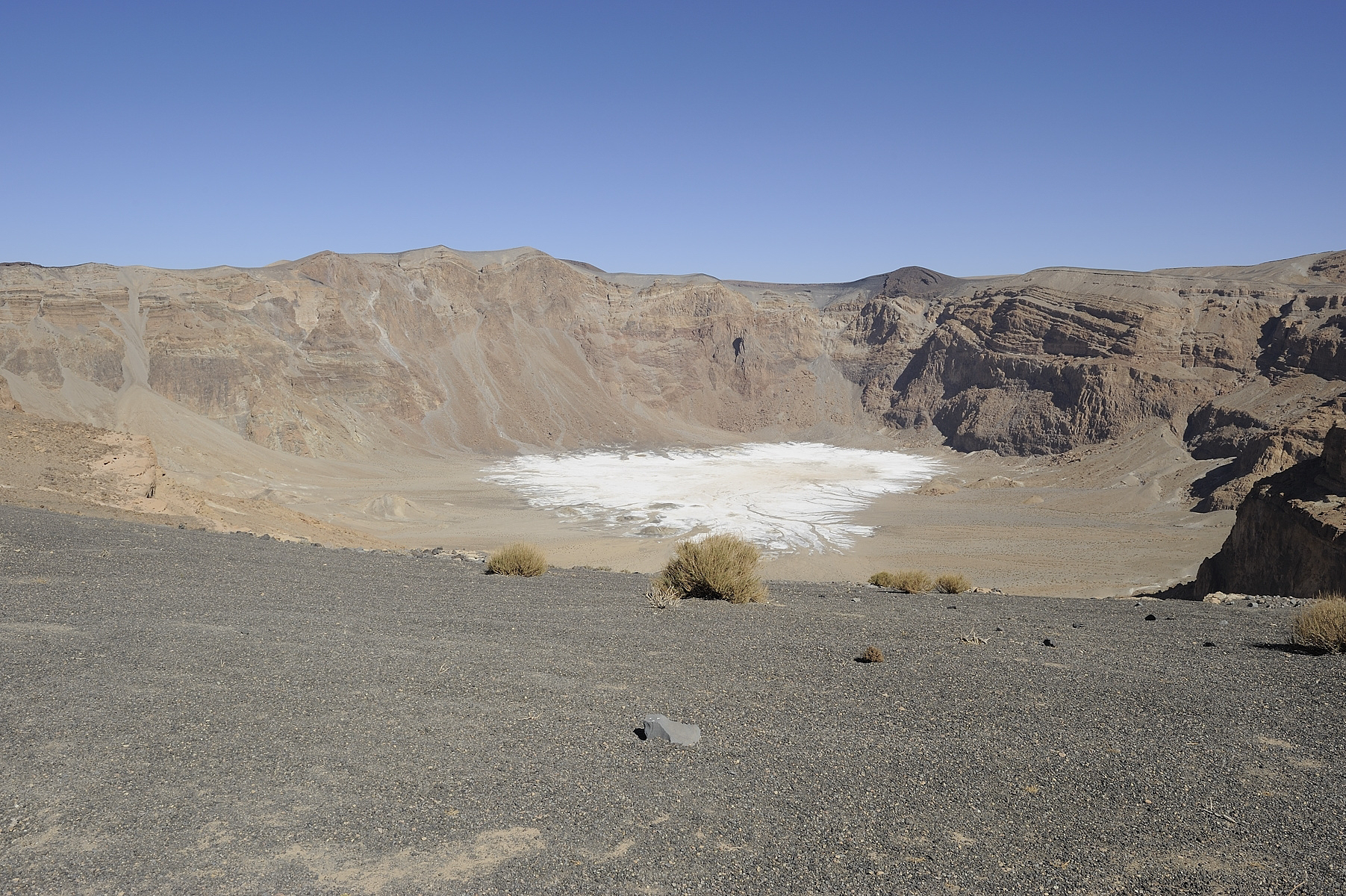
Mniejsza kaldera wewnętrzna Era Kohor

Emi Kussi (Emi Koussi) także ang. Mount Koussi – wysoki, wygasły wulkan tarczowy na południowo-wschodnim krańcu masywu wulkanicznego Tibesti na Saharze, w północno-zachodnim Czadzie; najwyższy szczyt na terenie Czadu i Sahary.

## Położenie
Emi Kussi leży 176 km na północny zachód od miasta Faya na południowo-wschodnim krańcu masywu wulkanicznego Tibesti na Saharze w północno-zachodnim Czadzie.

## Opis
Emi Kussi (3415 m n.p.m.) jest najwyższym szczytem na Saharze i najwyższym szczytem na terenie Czadu. Znajduje się on w obrębie masywu (60 × 80 km) zbudowanego z piaskowców z okresu kredy i ery paleozoicznej. Emi Kussi to wulkan tarczowy, zbudowany ze skał wylewnych: trachitu, ryolitu, bazaltu i andezytu.
Na wierzchołku znajduje się rozległy krater o średnicy 19 km i głębokości 1200 m. Znajdują się tu dwie kaldery – system kalder jedna w drugiej – o wymiarach 12 × 15 km. W południowo-wschodniej części kaldery znajduje się trzecia, mniejsza kaldera Era Kohor (fr. Trou au Natron du Koussi) o średnicy 2–3 km i głębokości 350 m.
Najwyższy punkt (3415 m n.p.m.) leży na południowej krawędzi kaldery. W kalderach odnotowano kilka mniejszych kraterów, kopuł wulkanicznych i kopuł szlakowych, a także strumienie zastygniętej lawy. Wskutek ostatniej aktywności w kalderach powstały m.in. trzy maary. Na południowym stoku, na wysokości 850 m n.p.m., znajduje się obszar aktywności termicznej Yi-Yerra. Według jednych szacunków wulkan był aktywny ok. 1 320 000 BP, inne szacunki to 2,42–1,32 milionów lat temu.
Zbocza Emi Kussi rozcinają suche doliny (wadi), porośnięte ubogą roślinnością trawiastą.

## Historia
Szczyt zdobył w latach 30. XX wieku Wilfred Thesiger, a kolejne wejście przeprowadziła grupa Brytyjczyków (P.R. Steele, R.F. Tuck i W.W. Marks) w 1957 roku.